# Kilmarnock (Virginia)
Kilmarnock es una localidad situada entre el Condado de Lancaster y el Condado de Northumberland, Virginia, Estados Unidos. Según el censo de 2000 tenía una población de 1.244 habitantes y una densidad de población de 167.9 hab/km².

## Demografía
Según el censo de 2000, había 1.244 personas, 547 hogares y 305 familias residiendo en la localidad. La densidad de población era de 167,9 hab./km². Había 607 viviendas con una densidad media de 81,9 viviendas/km². El 79,74% de los habitantes eran blancos, el 19,05% afroamericanos, el 0,08% amerindios, el 0,32% asiáticos, el 0,08% de otras razas y el 0,72% pertenecía a dos o más razas. El 0,56% de la población eran hispanos o latinos de cualquier raza.
Según el censo, de los 547 hogares en el 23,6% había menores de 18 años, el 39,9% pertenecía a parejas casadas, el 13,0% tenía a una mujer como cabeza de familia y el 44,2% no eran familias. El 40,8% de los hogares estaba compuesto por un único individuo y el 25,4% pertenecía a alguien mayor de 65 años viviendo solo. El tamaño promedio de los hogares era de 1,99 personas y el de las familias de 2,66.
La población estaba distribuida en un 18,4% de habitantes menores de 18 años, un 4,7% entre 18 y 24 años, un 19,3% de 25 a 44, un 20,3% de 45 a 64 y un 37,4% de 65 años o mayores. La media de edad era 52 años. Por cada 100 mujeres había 68,8 hombres. Por cada 100 mujeres de 18 años o más, había 64,0 hombres.
Los ingresos medios por hogar en la localidad eran de 31.625 dólares ($) y los ingresos medios por familia eran 43.500 $. Los hombres tenían unos ingresos medios de 30.167 $ frente a los 20.875 $ para las mujeres. La renta per cápita para la ciudad era de 21.172 $. El 14,5% de la población y el 9,1% de las familias estaban por debajo del umbral de pobreza. El 18,2% de los menores de 18 años y el 10,2% de los habitantes de 65 años o más vivían por debajo del umbral de pobreza.

## Geografía
Según la Oficina del Censo de los Estados Unidos, la localidad tiene un área total de 7,4 km², todos ellos correspondientes a tierra firme.